# XV Legislatura Espanyola
La XV legislatura d'Espanya va començar el 17 d'agost de 2023, quan després de la celebració de les eleccions generals del 23 de juliol, es va constituir les Corts Generals. La va precedir la XIV Legislatura Espanyola.

## Antecedents
El 29 de maig de 2023, el president del govern espanyol, Pedro Sánchez, va anunciar en una roda de premsa que havia comunicat al rei Felip VI la seva decisió de dissoldre les Corts Generals per convocar unes eleccions anticipades el dia 23 de juliol. Aquest anunci es va dur a terme l'endemà de saber-se els resultats de les eleccions municipals i autonòmiques (a 12 de les 17 comunitats autònomes d'Espanya) on el principal partit de l'oposició, el Partit Popular, va obtenir una folgada victòria; amb la consegüent pèrdua, per part del Partit Socialista Obrer Espanyol, que governava el país en coalició amb Unides Podem, de la majoria de governs autonòmics que ostentava i de les alcaldies de les principals ciutats espanyoles.

## Inici de la legislatura

### Escenari postelectoral
Al Congrés dels Diputats, els partits del govern de coalició de la XIV legislatura van retrocedir lleugerament obtenint 152 escons; amb el PSOE pujant un diputat més, fins als 121 escons, mentre que la plataforma electoral Sumar en va obtenir 31, perdent 7 escons respecte a la suma obtinguda pels partits que la integraven a les eleccions generals de novembre de 2019, és a dir, a la suma dels diputats obtinguts aleshores per Unides Podem, Més País i Compromís. Per altra banda, el PP va guanyar les eleccions amb 137 diputats, però a causa de la forta davallada del seu principal soci de govern als ajuntaments i a les autonomies, Vox, que va perdre 19 diputats respecte al 2019, quedant-se amb 33 escons, no va aconseguir una majoria suficient per a poder governar. En aquestes eleccions el bipartidisme va quedar reforçat obtenint, entre les dues principals forces polítiques del país (PP i PSOE) més del 64% dels vots i un total de 258 escons, 48 més que a les eleccions del 2019.
En l'àmbit regional, el gran guanyador va ser Euskal Herria Bildu, que va obtenir 6 diputats (5 al País Basc i 1 a Navarra), superant els 5 escons del Partit Nacionalista Basc, mentre que a Catalunya, amb un augment notable de l'abstenció, el Partit dels Socialistes de Catalunya va obtenir una àmplia victòria (19 diputats). Els partits independentistes, en canvi, van recular força: Esquerra Republicana de Catalunya pràcticament va perdre la meitat dels seus escons respecte al 2019 (de 13 a 7 diputats), Junts per Catalunya també en va perdre un (de 8 a 7) i la Candidatura d'Unitat Popular, que el 2019 havia aconseguit dos diputats, es va quedar sense cap representació al Congrés dels Diputats. A Galícia i a Canàries, el Bloc Nacionalista Gallec i Coalició Canària van mantenir, respectivament, el seu diputat nacional i a Navarra, la Unió del Poble Navarrès que, per primera vegada es presentava en solitari a unes eleccions generals, va obtenir un escó.
Pel que fa al Senat, es va repetir la tradicional majoria qualificada dels dos grans partits nacionals: PP i PSOE. En aquesta ocasió, el Partit Popular va obtenir la primera posició, amb 120 nous senadors que, sumats als altres 23 senadors que el partit disposava per designació autonòmica, va permetre als populars controlar la Cambra alta amb una majoria absoluta. Per la seva banda, el Partit Socialista Obrer Espanyol es va convertir en la segona força, amb 72 nous senadors sumats als 19 que el partir ja disposava per designació dels parlaments autonòmics i, la resta de l'hemicicle fou repartit entre les diferents formacions polítiques d'àmbit autonòmic i regional, amb menor pes polítics que a les eleccions del 2019.
A Catalunya, ERC, que concorria en coalició amb EH Bildu, només va poder mantenir 3 dels 11 senadors obtinguts el 2019 i JxCat es va quedar amb 1 sol senador, perdent-ne 2. Tanmateix, cal sumar-hi els senadors d'ambdós partits designats pel Parlament de Catalunya sorgit de les eleccions de 2021; així, doncs, ERC té un total de 6 representants al Senat i Junts 3.
Bildu va obtenir 4 senadors (que se sumarien a l'únic representant que el partit té per designació autonòmica) i el PNB va patir la pitjor davallada, perdent gairebé la meitat dels senadors obtinguts el 2019 (passant de 9 a 4), encara que també en té un per designació autonòmica del Parlament Basc. Quatre formacions més van aconseguir representació a la cambra alta amb un sol senador: UPN, Agrupació Socialista Gomera, Agrupación Herreña Independiente i la coalició d'Esquerra Unida de les Illes Balears i Ara Eivissa que van concórrer plegats amb el PSOE i Sumar per assolir l'únic senador d'Eivissa i Formentera.

### Constitució de les Corts
Després de les eleccions del dia 23 de juliol, el Congrés i el Senat es van constituir a les deu del matí de dijous 17 d'agost de 2023. Aquell mateix dia també es van designar els membres de les meses d'ambdues cambres.
Pel que fa a la presidència del Congrés dels Diputats, el Partit Socialista Obrer Espanyol va proposar la mallorquina Francina Armengol i el Partit Popular a Cuca Gamarra. Tot i que en principi no s'esperaven més candidats, durant les votacions es va descobrir que, contràriament al que s'esperava, Vox va optar per votar per un tercer candidat, el seu diputat Ignacio Gil Lázaro.
Armengol fou escollida presidenta per majoria absoluta amb 178 vots favorables provinents del seu partit (PSOE), la plataforma Sumar, ERC, JxCat, PNB, EH Bildu i el BNG, davant dels 139 vots de Cuca Gamarra (PP, UPN i CC) i els 33 d'Ignacio Gil Lázaro, candidat de Vox. Al Senat, on el PP havia obtingut majoria absoluta fou investit com a president el candidat popular Pedro Rollán Ojeda amb 142 vots favorables. No obstant això, Vox també va presentar a Ángel Pelayo com a candidat a presidir el Senat, obtenint només 3 vots a favor. En la votació al Senat, hi va haver 114 vots en blanc.

### Govern de coalició
El PP va ser el partit més votat, però el seu candidat Nuñez Feijóo no va aconseguir ser investit al Congrés dels Diputats amb 172 vots a favor (PP, VOX, CC i UPN) i 177 en contra.

### Activitat legislativa
El 16 de novembre de 2023, Pedro Sánchez fou reelegit president del govern espanyol per majoria absoluta del Congrés dels Diputats després d'acceptar una llei d'amnistia per als represaliats durant el Procés sobiranista català amb 179 vots a favor (PSOE, la coalició Sumar, ERC, Junts, EH Bildu, PNB, BNG i CC) i 171 en contra (PP, VOX i UPN). Aquesta investidura va comportar l'inici d'un nou govern de coalició entre el PSOE i la coalició Sumar. El 20 de novembre va presentar el seu nou consell de ministres, amb 12 dones i 10 homes, deixant fora de l'Executiu a Podem, que va passar al grup mixt després de desavinences entre aquests i Moviment Sumar.
El 24 d'abril de 2024 el president va decidir cancel·lar la seva agenda per estudiar la renúncia al càrrec per la guerra judicial contra la seva dona Begoña Gómez per una denúncia de Manos Limpias i va decidir continuar, tot i que amb dificultats per tirar endavant el pressupost de 2025 i les seves polítiques, amb la negativa dels socis a recolzar les seves iniciatives per castigar el proxenetisme o la reforma de llei del sòl, i desenes de votacions perdudes com el projecte de llei per reformar la Llei d'Arrendaments Urbans per fer front a la crisi de l'habitatge, el decret òmnibus (que disposava mesures com l'augment de les pensions, les ajudes al transport públic i la prohibició dels desnonaments a col·lectius vulnerables), la pròrroga de l’impost a les energètiques (promesa a ERC, Bildu i el BNG) o les crítiques de l'oposició per presumpte finançament il·legal, suborn i tràfic d'influències, arran del cas Koldo.
El juliol de 2024 la ertzaintza va assumir el control de l'ordre públic i la integritat de les persones i el patrimoni als aeroports i ports bascos, que exercien la Guàrdia Civil i el Cos Nacional de Policia, una competència que el govern de Pere Aragonès va acordar també per als Mossos d'Esquadra, però no es va materialitzar per la convocatòria d'eleccions, i el següent govern, del socialista Salvador Illa va rebutjar.
El govern de l'estat va anunciar el 5 de novembre una resposta immediata i urgent seguida d'un pla de reconstrucció, per després rellançar i transformar els territoris afectats on va declarar la Zona afectada greument per una emergència, va demanar a la Comissió Europea l'ajuda del Fons de Solidaritat Europeu i al Consell Europeu i al Parlament Europeu la reprogramació dels fons de cohesió per poder-los dedicar en part a pal·liar els danys ocasionats per desastres naturals.

### Economia
L'atur va seguir baixant amb la tornada a la normalitat després de la pandèmia de COVID-19, i en 2024 es va arribar a un nou rècord de 21.857.900 persones ocupades i menys de 2,6 milions persones aturades, la xifra més baixa des de la crisi financera espanyola que va començar en 2008.

## Crítiques de la Comissió Europea
La Comissió Europea en l'informe sobre la salut democràtica dels Estats membres de juliol de 2025, tot i no detectar riscos sistèmics per a l'estat de dret, va informar que continuaven pendents mesures en l'àmbit judicial, la lluita contra la corrupció, la transparència, els mitjans de comunicació i la reforma del sistema d'elecció dels vocals del torn judicial del Consell General del Poder Judicial.
La Comissió Europea es va fer ressò de l'entramat de corrupció del cas Koldo que van suposar adjudicacions a dit d'obres públiques que centralitzaven Santos Cerdán, José Luis Ábalos i Koldo García, provocant la dimissió de Santos Cerdán com a secretari d'Organització del Partit Socialista Obrer Espanyol (PSOE). La comissió va alertar de l'alt risc de corrupció en la contractació pública i els conflictes d'interessos dels alts càrrecs, que va detectar com d'alt risc en no haver-se reformat la legislació electoral d'acord a les recomanacions del Tribunal de Comptes i les disposicions de la llei de protecció al denunciant de 2023.